# Kutno
Kutno là một thị trấn thuộc huyện Kutnowski, tỉnh Łódźkie ở trung tâm Ba Lan. Thị trấn có diện tích 34 km². Đến ngày 1 tháng 1 năm 2011, dân số của thị trấn là 46221 người và mật độ 1376 người/km².